# Кокейру-Секу
Кокейру-Секу (порт. Coqueiro Seco)  —  муниципалитет в Бразилии, входит в штат Алагоас. Составная часть мезорегиона Восток штата Алагоас. Находится в составе крупной городской агломерации Агломерация Масейо. Входит в экономико-статистический микрорегион Масейо. Население составляет 5134 человека. Занимает площадь 40,4 км². Плотность населения — 129,21 чел./км².
Праздник города — 24 ноября.

## История
Город основан в 1962 году.

## Статистика
- Индекс развития человеческого потенциала составляет 0,631 (данные: Программа развития ООН).